# Abdullah 2. af Jordan
Abdullah II bin al-Hussein al-Hashimi (arabisk: عبد الله الثاني بن الحسين الهاشمي, tr. ʿAbdullāh aṯ-ṯānī bin al-Ḥusayn al-Hāshimī; født d. 30 januar 1962 i Amman) er konge af Jordan siden 1999.
Han er den ældste søn af Kong Hussein 1. af Jordan og blev konge ved sin fars død den 7. februar 1999.

## Biografi
Abdullah blev født den 30. januar 1962 på Palestine Hospital i Amman som den ældste søn af Kong Hussein og Husseins britiskfødte anden kone, Prinsesse Muna Al Hussein (født Toni Avril Gardiner). Han er navnebror til sin oldefar, Kong Abdullah 1., som var den første konge af det moderne Jordan. Abdullah tilhører den hashimitiske slægt, der regerede i Mekka i over 700 år og har regeret i Jordan siden 1921. Ifølge traditionen er han efterkommer i 41. led af profeten Muhammed gennem hans datter Fatima og imam Ali.
Som kongens ældste søn var Abdullah tronfølger fra fødslen i henhold til Jordans forfatning af 1952. På grund af den politiske ustabilitet ønskede Kong Hussein at have en voksen tronfølger for at undgå muligheden for en barnekonge, og i 1965 besluttede han at udpege sin lillebror, Prins Hassan, til tronfølger i stedet for Abdullah.
Abdullah begyndte sin skolegang i 1966 på Islamic Educational College i Amman, og fortsatte på St Edmund’s School i Surrey i England. Herefter gik han på Eaglebrook School og Deerfield Academy i Deerfield i Massachusetts i USA. I 1980 startede Abdullah på Royal Military Academy Sandhurst i Berkshire i England. Efter Sandhurst blev Abdullah udnævnt til sekondløjtnant i den britiske hær og gjorde tjeneste et år i Storbritannien og Vesttyskland.
Han studerede international politik på Pembroke College ved University of Oxford og Georgetown University i Washington D.C. Efter at have afsluttet sine studier vendte han tilbage til Jordan som karriereofficer. Her fortsatte han sin militære karriere i Jordans væbnede styrker.
I januar 1993 mødte Abdullah Rania al-Yassin, en marketingmedarbejder hos it-virksomheden Apple i Amman, ved en middag arrangeret af hans søster Prinsesse Aisha. Rania kommer fra en palæstinensisk familie og voksede op i Kuwait. De blev forlovet to måneder senere, og deres bryllup fandt sted i juni.
Abdullah blev forfremmet til næstkommanderende for Jordan nationale elitestyrker i 1993, brigadegeneral i 1994 og endelig generalmajor i maj 1998.
Kort før sin død, den 24. januar 1999, udnævnte Kong Hussein Abdullah til tronfølger, og Abdullah efterfulgte derved sin far ved dennes død den 7. februar 1999.